# Ахмад бін Алі Аль Тані
Ахмад бін Алі Аль Тані (араб. أحمد بن علي آل ثاني; 1920 — 25 листопада 1977) — катарський державний діяч, перший емір Катару (до 3 вересня 1960 — хакім) з династії Аль Тані.

## Життєпис
Був другим сином шейха Алі.
Зайняв престол 24 жовтня 1960 року після зречення свого батька. Причиною такого кроку шейха Алі стали фінансові суперечності з іншими членами родини Аль Тані. Однак новий емір приділяв недостатньо часу державному управлінню. В жовтні того ж року Ахмад оголосив своїм спадкоємцем і заступником двоюрідного брата Халифу бін Хамада.
Емір Ахмад багато часу проводив за кордоном, витрачаючи гроші в європейських і ліванських казино. Фактичним правителем Катару був Халіфа бін Хамад, який розпочав проведення перетворень. У 1961—1968 роках було ухвалено близько ста нових законів. У тому числі були створені міністерства, організовано Раду міністрів, почали функціонувати цивільні суди. Переглядалась уся фінансова політика держави — було започатковано щорічне ухвалення державного бюджету, розроблялись програми економічного розвитку Катару тощо. Також було затверджено норми комерційної діяльності, правила створення змішаних компаній, а також правила, що регулювали відносини між роботодавцями та найманими працівниками. 1964 року був заснований Національний банк Катару.
У квітні 1970 року була ухвалена конституція. Влада еміра залишалась необмеженою, втім за його правління було створено консультативну раду з дорадчими функціями. У травні того ж року шейх Халіфа бін Хамад був призначений першим прем'єр-міністром Катару. В той же час проводились перемовини з урядом Великої Британії про надання Катару повної незалежності. 1 вересня 1971 року було проголошено незалежність емірату.
22 лютого 1972 року шейх Халіфа бін Хамад, отримавши підтримку армії та сил безпеки, здійснив державний переворот. Емір Ахмад бін Алі, який перебував за кордоном, був оголошений поваленим. Новим еміром Катару став Халіфа бін Хамад.
Після усунення від влади Ахмад бін Алі деякий час жив у Дубаї при дворі свого тестя, еміра Рашида ібн Саїда Аль Мактума. Звідти він переїхав до Лондона, де й помер 25 листопада 1977 року.

## Родина
Був одружений з дочкою шейха Рашида ібн Саїда Аль Мактума, еміра Дубая. У шлюбі народились 7 синів і донька.